# 华康街道
华康街道是中华人民共和国天津市静海区下辖的一个街道办事处，位于静海区北部，隔独流减河与西青区精武镇相望。
2018年1月16日，天津市民政局同意设立静海区华康街道办事处（津民函〔2018〕4号）。
2020年7月，全国爱卫会命名华康街道为2017-2019周期国家卫生乡镇。

## 行政区划
华康街道下辖以下村级行政区划单位：
湖岸栖庭社区和依山郡社区。